# Semjon Lwowitsch Ginsburg
Semjon Lwowitsch Ginsburg (russisch Семён Львович Гинзбург; * 10.jul. / 23. Mai 1901greg. in Kiew; † 1978, auch Semen L. Ginzburg) war ein russischer Musikwissenschaftler.
Ginsburg war Schüler von Boris Wladimirowitsch Assafjew. 1925 wurde er Dozent und 1935 Professor am Leningrader Konservatorium. Sein Hauptwerk ist die "Geschichte der russischen Musik in Beispielen" (3 Bände, 1968–1970). Ginsburg schrieb zahlreiche Abhandlungen zur Musik der 20er Jahre und zur russischen Klassik.